# Cyrtauchenius latastei
Cyrtauchenius latastei is een spinnensoort uit de familie Cyrtaucheniidae. De soort komt voor in Algerije.